# Битва при Саладо
Битва при Рио-Саладо (или Битва при Тарифе) — сражение, произошедшее 30 октября 1340 года между силами королей Португалии Афонсу IV и Кастилии Альфонсо XI с одной стороны и войск марокканского султана Абуль-Хасана Али I и правителя Гранады Юсуфа I ибн Исмаила — с другой. Оно произошло у реки Саладо, протекающей в 50 км от Тарифы.

## Предыстория
После поражения в битве при Тебе в 1330 году эмир Гранады Мохаммед IV обратился за помощью к султану Марокко Абуль-Хасану Али I. Абуль-Хасан послал флот и армию, высадившуюся в Альхесирасе в 1333 году. За счет этой армии Мохаммед IV захватил кастильский форпост Гибралтар, который он был вынужден сдать менее чем за два месяца.
Вернувшись в Магриб, Абуль-Хасан собрал свою самую большую армию, чтобы провести вторжение на Пиренейский полуостров с целью возвращения всех потерянных мусульманами земель. Это вторжение стало последней попыткой мусульман вернуть себе Пиренейский полуостров. Мариниды мобилизовали огромную армию и, после пересечения Гибралтарского пролива и победы над христианским флотом в Гибралтаре, высадились и встали лагерем у реки Саладо близ Тарифы, где встретились с христианскими войсками.

## Приготовления
В течение зимы 1340 года Абуль-Хасан передислоцировал свой флот, отныне 100 галер под командованием Мухаммада ибн Али аль-Азафи были сосредоточены в Сеуте. Мариниды высадили армию в Гибралтаре, и 1 апреля 1340 года встретились с кастильским флотом (32 галеры и шесть кораблей под командованием адмирала Альфонсо Хофре Тенорио) в проливе. Аль-Азафи окружил и уничтожил кастильский флот, сам Тенорио погиб, и лишь пяти его галерам удалось достичь Картахены.
Абуль-Хасан пересек пролив 14 августа 1340 года и в течение всего лета переправлял войска и грузы на полуостров. 22 сентября, с помощью Юсуфа I, мусульмане осадили Тарифу. Однако султан допустил серьёзную ошибку: полагая, что кастильцам понадобится очень много времени для восстановления флота, он приказал своим галерам вернуться в Марокко, оставив только 12 в Альхесирасе.
В то же время Альфонсо XI получил поддержку короля Арагона и его родственника, короля Португалии Афонсу IV. Последний послал военно-морской флот во главе с португальцем Мануэлом Пессаньей, адмиралом Португалии, и дополнительно оплатил услуги 15 генуэзских галер во главе с Жилем Боканегра. Дождавшись 27 кораблей, спешно завершенных в Севилье, христианский флот снялся с якоря и в октябре вошел в пролив, отрезав пути снабжения между Марокко и полуостровом.
Позиция Абуль-Хасана теперь стала крайне сложной: не только осаждающие Тарифу войска зависели от поставок из Марокко, но и гранадские силы, которые Юсуф направил для атак на границе, чтобы держать кастильцев в напряжении. 10 октября сильный шторм потопил 12 кастильских галер, и в тот же день султан начал общий штурм Тарифы, который был с трудом отбит с большими потерями с обеих сторон.
Альфонсо XI покинул Севилью 15 октября 1340 года во главе армии, на следующий день к нему присоединились войска Афонсу IV. Союзная армия продвинулась к линии реки Гуадалете и там ожидала подкреплений. Наконец, 26 октября 20-тысячная христианская армия вступила на территорию противника. Зная об этом заранее, Абуль-Хасан приказал снять осаду и разместил свою армию на холме между Тарифой и морем. Армия Юсуфа I разместилась на соседнем холме. 29 октября христианская армия достигла Оленьего холма (Хаджар аль-Айал), в 8 км от Тарифы и в 250 м от побережья. Между ними и противником было 4,5 км долины, пересеченной реками Ла-Хара и Эль-Саладо.
В течение ночи Альфонсо XI отправил 1000 всадников и 4000 пехотинцев усилить гарнизон Тарифы, надеясь застичь врасплох арьергард противника во время боя. Отряд встретил лишь слабое сопротивление легкой мусульманской кавалерии и достиг города без труда. Тем не менее, командующий легкой кавалерии Абуль-Хасана доложил султану, что ни один христианин не смог войти в Тарифу в течение ночи: эта дезинформация дорого обошлась мусульманам на следующий день.

## Сражение
Точное число сошедшихся в битве войск неизвестно. Христианские хроники дают завышенную оценку в 200 000 испанцев и 700 000 мавров; арабские хроники указывают на собственные потери в 60 000 человек. Таким образом, каждое войско могло состоять примерно из 150 000 — 200 000 человек. Предположительно преимущество в численности было на стороне мавров, но более высокий боевой дух испанцев и неожиданная атака гарнизона Тарифы с моря в критический момент битвы принесли победу христианам.
Военный совет решил, что кастильский король будет атаковать основную армию султана, в то время как португальцы, усиленные 3000 кастильцев, атакуют войска Юсуфа I. В девять часов утра 30 октября армия покинула лагерь, оставив его под охраной 2000 ополченцев. Сильный кастильский авангард находился под командованием братьев Лара, в то время как король возглавил главные силы. Слева располагались войска из Королевства Леон во главе с Педро Нуньесом, справа — Альваро Перес де Гусман во главе кавалерийского корпуса.
Абуль-Хасан развернул свою армию вдоль реки Саладо. Кастильский авангард встретил серьёзное сопротивление: люди братьев Лара не смогли пересечь неглубокую реку, но родные сыновья короля Фернандо и Фадрике во главе 800 всадников нашли и захватили небольшой мост на правом фланге. Альфонсо во главе кастильской армии благополучно форсировал Саладо по этому мосту.

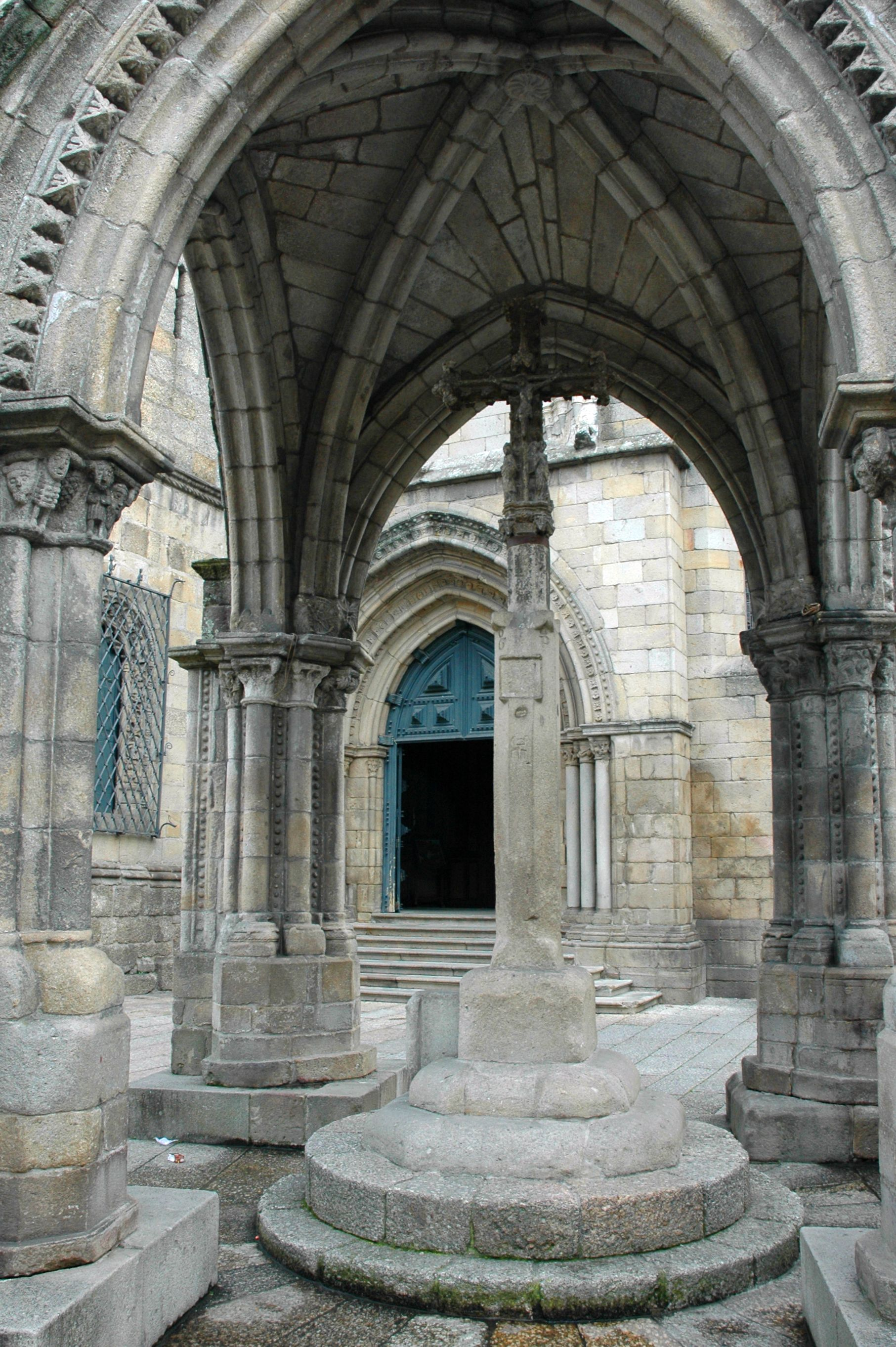
Padrão do Salado — памятник в честь битвы, заложенный королем Афонсу IV

В центре Хуан Нуньес де Лара и рыцари ордена Сантьяго, наконец, прорвали вражескую линию и смогли подобраться к холму, где находился лагерь Абуль-Хасана. В это время скрытые в Тарифе кастильские войска атаковали лагерь султана, и войска, защищающие его (около 3000 всадников и 8000 пехотинцев) были смяты, половина из них бежала в сторону Альхесираса, а другая половина отступила в долину, где армия султана ещё держала ряды.
Альфонсо оказался в опасной изоляции, с правым крылом на некотором расстоянии от него и авангардом, который атаковал лагерь противника. Абуль-Хасан организовал общую атаку, и сам кастильский король оказался вовлечен в рукопашный бой. Своевременный подход кастильского арьергарда уравнял шансы, и когда спустившиеся с холма кастильские солдаты, атаковавшие лагерь, ударили по мусульманам с тыла, армия Абуль-Хасана дрогнула и побежала в сторону Альхесираса.
Между тем, португальский контингент перешел Саладо и вынудил гранадские войска покинуть поле боя.
Погоня была беспощадной, кастильцы гнали врага 6 км до реки. В руки победителей попали сын султана, гарем и сокровищница. Многие из жен султана были убиты, в том числе его первая жена Фатима (дочь султана Туниса) и Айса (дочь дворянина Абу Яхья ибн Якуба). В плен попали сестра султана Умальфат и его племянник Али.
Али бежал в Альхесирас, а оттуда — в Северную Африку, Юсуф укрылся в Гранадском эмирате. Однако испанцы не воспользовались моментом и окончательно не изгнали мавров с Пиренейского полуострова. С триумфом возвратившись в Севилью, войско разделило добычу и разошлось по удельным владениям. Объёмы захваченных драгоценностей были столь велики, что на обширной территории снизились цены на золото, серебро и драгоценные камни. Эффект ощущался даже в Париже. С другой стороны, богатство привело к снижению боеспособности христиан.

## Последствия
Мариниды пережили катастрофическое поражение. Никогда больше мусульманские армии не вторгались на Пиренейский полуостров. Война с Гранадой продолжалась ещё более десяти лет, в течение которых Альфонсо XI сделал несколько небольших территориальных приобретений за счет западной части Гранадского эмирата. Самое главное, что город Альхесирас, ценный для Маринидов плацдарм, был окончательно взят христианами, его осада в 1344 году привлекла добровольцев со всей Европы. Попытка Кастилии вернуть себе Гибралтар была сорвана, однако и эмиру Гранады пришлось довольствоваться изолированной от остальной части христианских владений цитаделью. В 1350 году был заключен мир, после смерти Альфонсо XI в своем лагере во время Великой Чумы.